# Itumbiara taigaiba
Itumbiara taigaiba là một loài bọ cánh cứng trong họ Cerambycidae.